# Улейма (село)
Улейма — село в Угличском районе Ярославской области России. 
В рамках организации местного самоуправления является центром Улейминского сельского поселения, в рамках административно-территориального устройства — центром Улейминского сельского округа.
В селе расположен Николо-Улейминский монастырь.

## География
Расположено на реке Улейма, в 11 км к юго-востоку от центра города Углича.

## Население
| 1859 | 2007 | 2010 |
| ---- | ---- | ---- |
| 295  | ↗356 | ↘318 |

Согласно результатам переписи 2002 года, в национальной структуре населения русские составляли 96 % от всех жителей.